# Chrám svatého Jiří (Novi Sad)
Chrám svatého Jiří, srbsky (Саборни) храм Светог великомученика Георгија/(Saborni) hram Svetog velikomučenika Georgija), známý též jen jako katedrála (srbsky Саборна црква/Saborna crkva) je pravoslavný chrám v srbském městě Novi Sad. Nachází se na ulici Nikoly Pašiće v centru města, v blízkosti biskupského paláce. Administrativně spadá chrám pod Báčskou eparchii.
Kostel stojí na místě původně nejstaršího pravoslavného svatostánku na území města. Současná stavba byla dokončena roku 1905 na troskách kostela z roku 1734, který byl zničen v roce 1849. Nový kostel byl navržen v roce 1851 a budován v letech 1860 až 1880 na troskách původního. Dokončení stavebních prací však bylo realizováno až na počátku 20. století, a to pod dohledem architekta Mitrofana Ševiće. Zvony pro kostel byly dovezeny z Budapešti.
Před budovou kostela se nachází kříž s dekorativními prvky, který byl přemístěn z Náměstí svobody v roce 1956.